# Cyceniszki
Cyceniszki (lit. Cicėniškė) – wieś na Litwie, w okręgu uciańskim, w rejonie ignalińskim, w gminie Daugieliszki Nowe.

## Historia
W czasach zaborów zaścianek w gminie Daugieliszki, w powiecie święciańskim, w guberni wileńskiej Imperium Rosyjskiego. W 1866 roku miała 13 dusz rewizyjnych, należał do dóbr skarbowych Dawiliszki. W 1905 roku liczył 33 mieszkańców, 25 dziesięcin.
W dwudziestoleciu międzywojennym futor i wieś leżały w Polsce, w województwie wileńskim, w powiecie święciańskim, w gminie Daugieliszki.
W 1931:
- futor w 4 domach zamieszkiwało 20 osób[3].
- wieś [a] w 4 domach zamieszkiwały 24 osoby[3].

Miejscowość należała do parafii rzymskokatolickiej w Paryndze i prawosławnej w Michałowie. Podlegała pod Sąd Grodzki w Święcianach i Okręgowy w Wilnie; właściwy urząd pocztowy mieścił się w Ignalinie.